# Адур (село)
Адур (азерб. Adur) — село в Губинском районе Азербайджана.

## География
Село расположено под горою Баба-даг.

## История
«Кавказский календарь» на 1857 год приводит название селения «на туземном наречии» (آﺩﻭﺮ). По русской дореволюционной орфографии название селения писалось «Адуръ».
В конце 1850-х годов Адур входил в состав Будугского магала одноимённого участка Кубинского уезда Дербентской губернии. После упразднения в 1860 году данной губернии, Кубинский уезд отошёл к Бакинской губернии. В последующие десятилетия, вплоть до революции, Адур административно входил в состав Бакинской губернии.
Адур являлся казённой деревней. Вместе с другими селениями (Бильгях, Кархун, Рюк и Сюгюб) он в 1880-х годах относился к Рюкскому сельскому обществу. В начале XX века Рюкское общество включало уже четыре селения (Адур, Бильгях, Кархун и Рюк), а в первые годы существования Советского Азербайджана в составе сельского общества вновь было 5 населённых пунктов (Адур, Бильгях, Кархун, Рюк и Сюгуб).
В 1929 году уездную систему упразднили, которую сменила окружная, а затем — районное администрирование. Адур, Бильгях, Кархун и Рюк вошли в состав Рюкского сельского Совета (сельсовета) Конахкентского района.

## Население
В статистических материалах второй половины XIX — первой половины XX веков жители Адура фиксировались либо как «татары» // «тюрки» (азербайджанцы), либо как таты.

### XIX век
По сведениям «Камерального описания Кубинской провинции», составленном в 1831 году коллежским регистратором Хотяновским, в казённой деревне Адур Будугского магала население состояло из суннитов большей частью ведших оседлый образ жизни и частью кочевой, занимавшихся выращиванием пшеницы и овцеводством. Юзбаши деревни являлся Багир Ага оглы оглы.
Согласно сведениям «Кавказского календаря» на 1857 год в селении Адур проживали «татары»-сунниты (азербайджанцы-сунниты), а местным языком был татский.
По данным списков населённых мест Бакинской губернии от 1870 года, составленных по сведениям камерального описания губернии с 1859 по 1864 год, здесь имелось 50 дворов и 531 житель (269 мужчин и 262 женщины), которые были татами-суннитами. Материалы посемейных списков на 1886 год показывают здесь 519 жителей (282 мужчины и 237 женщин; 54 дыма), являвшихся татами-суннитами и крестьянами на казённой земле.

### XX век
О сословном, этническом и численном составе Адура сообщается в Списке населённых мест, относящемся к Бакинской губернии и изданном Бакинским губернским статистическим комитетом в 1911 году. Согласно этим данным общая численность населения деревни составляла 663 человека (351 мужчина и 312 женщин; 61 дым) татской национальности, из которых 660 человек были поселянами на казённой земле (350 мужчин и 310 женщин; 60 дымов) и 3 представителями духовенства (один мужчина и две женщины; один дым). В тех же материалах сказано, что здесь было 4 лица мужского пола «грамотных на туземном языке».
«Кавказский календарь» на 1912 год приводит информацию, что численность населения Адура составляла 763 жителя, но на этот раз они были указаны как «татары» (азербайджанцы). Очередной «Кавказский календарь» на 1915 год показал снижение численности населения до 573 человек, также отмеченных как «татары» (азербайджанцы).
По результатам Азербайджанской сельскохозяйственной переписи 1921 года Адур населяли 517 человек (259 мужчин и 258 женщин), преимущественно «тюрки азербайджанские» (азербайджанцы), среди которых трое мужчин были грамотными.
Согласно материалам издания «Административное деление АССР», подготовленного в 1933 году Управлением народно-хозяйственного учёта Азербайджанской ССР (АзНХУ), по состоянию на 1 января 1933 года здесь было 97 хозяйств и 634 человека коренного населения (то есть приписанного к данному селу), среди которых 333 мужчины и 301 женщина. В этих же материалах указано, что весь Рюкский сельсовет (селения Адур, Бильгях, Кархун и Рюк) в национальном плане на 99,5 % состоял из «тюрок» (азербайджанцев).